# 玉寶站
玉寶地铁站（英語：Gek Poh MRT Station，代號JW1）是新加坡地鐵裕廊區域線上的車站，位于新加坡本岛裕廊西规划区。车站沿着裕廊西75街而建，于2019年动工，预计将于2027年启用。

## 历史
後來在2013年，政府決定在裕廊西建造地鐵綫，以應付未來的需求，并且以改善新加坡西部的整體交通網絡。
2018年5月9日，交通部長許文遠視察坎贝拉站建築地盤時，正式宣佈落實興建裕廊區域線－全長24公里、合共24個車站。同時公佈路線走線及玉寶地铁站位置。玉寶地铁站会是首批启用的鐵裕廊區域線地铁站，连同其他9个车站预计将于2026年通車。

## 反应
许多居住在地铁站旁的居民，以及地铁站周围的商家都十分期待该地铁站的落成。但有一部分的居民觉得地铁线的路线有一点混乱。

## 车站附近[8]

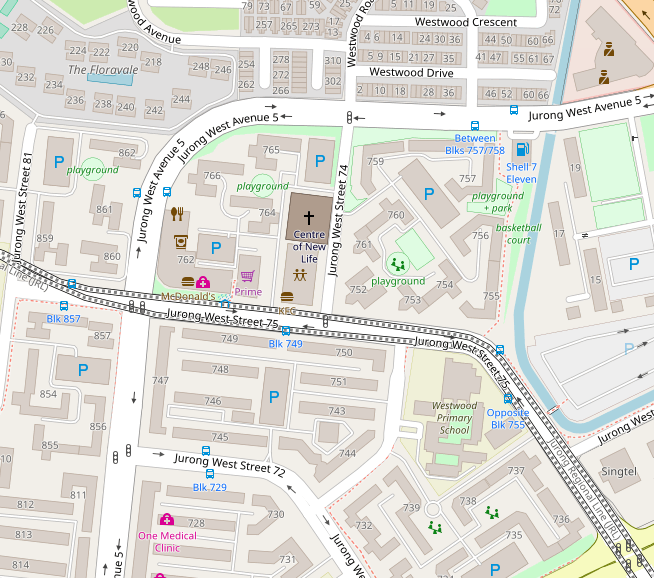
玉寶地铁站周围地图

- 玉寶购物中心 － 一个邻里购物中心，主要的购物群是附近的居民[9]
- 玉寶村民众俱乐部 - 拥有羽球场，活动室的民众活动中心[10]
- 新生命基督教堂[11]

## 車站樓層
- 待定